# Тонга на Летњим олимпијским играма 1992.
Спортисти Тонге су трећи пут учествовали на олимпијским играма1992. у Барселони. Тонганску делегацију су чинила петорица спортиста који су се такмичили у пет дисциплина у два спорта.
Екипа Тонге на није освојила ниједну медаљу.
Најмлађи спотиста у репрезентацији Тонге био је атлетичар Матеако Мафи са 19 година и 319 дана, а најстарији дизач тегова Уаси Ви Кохиноа са 30 година и 352 дана.

## Учесници по спортовима
| Спорт         | Мушкарци | Жене | Укупно |
| ------------- | -------- | ---- | ------ |
| Атлетика      | 4        | 0    | 4      |
| Дизање тегова | 1        | 0    | 1      |
| Укупно (2)    | 5        | 0    | 5      |

## Резултати

### Мушкарци
| Атлетичар, Лични рекорд | Дисциплина  | Група    | Група     | Четвртфинале     | Четвртфинале     | Полуфинале       | Полуфинале       | Финале           | Финале  | Детаљи |
| Атлетичар, Лични рекорд | Дисциплина  | Резултат | Место     | Резултат         | Место            | Резултат         | Место            | Резултат         | Место   | Детаљи |
| ----------------------- | ----------- | -------- | --------- | ---------------- | ---------------- | ---------------- | ---------------- | ---------------- | ------- | ------ |
| Толутао Коула, 10,72    | 100 м       | 10,85    | 6 у гр 8  | Није се пласирао | Није се пласирао | Није се пласирао | Није се пласирао | Није се пласирао | 55 / 81 |        |
| Матеаки Мафи            | 200 м       | 22,05 ЛР | 5 у гр. 5 | Није се пласирао | Није се пласирао | Није се пласирао | Није се пласирао | Није се пласирао | =60 /79 |        |
| Пеаки Кокоху            | 400 м преп. | 56,99    | 5 у гр. 5 |                  |                  | Није се пласирао | Није се пласирао | Није се пласирао | 41 /49  |        |

Десетобој
Хомело Ви
| Дисциплине | 100 м | даљ  | кугла | вис  | 400 м | 110 пр. | диск  | мотка | копље | 1.500 м | Бодови |
| ---------- | ----- | ---- | ----- | ---- | ----- | ------- | ----- | ----- | ----- | ------- | ------ |
| Резултати  | 11,14 | 6,91 | 11,97 | 1,82 | 51,45 | 15,70   | 40,68 | 4,00  | 52,32 | 5:17,57 | 6.768  |

## Дизање тегова

### Мушкарци
| Атлетичари      | Дисциплина | Трзај    | Избачај  | Укупно | Пласман | Детаљи |
| Атлетичари      | Дисциплина | Резултат | Резултат | Укупно | Пласман | Детаљи |
| --------------- | ---------- | -------- | -------- | ------ | ------- | ------ |
| Uasi Vi Kohinoa | -75 кг     | 85       | 115      | 200    | 31/34   |        |